# Anita Lizana

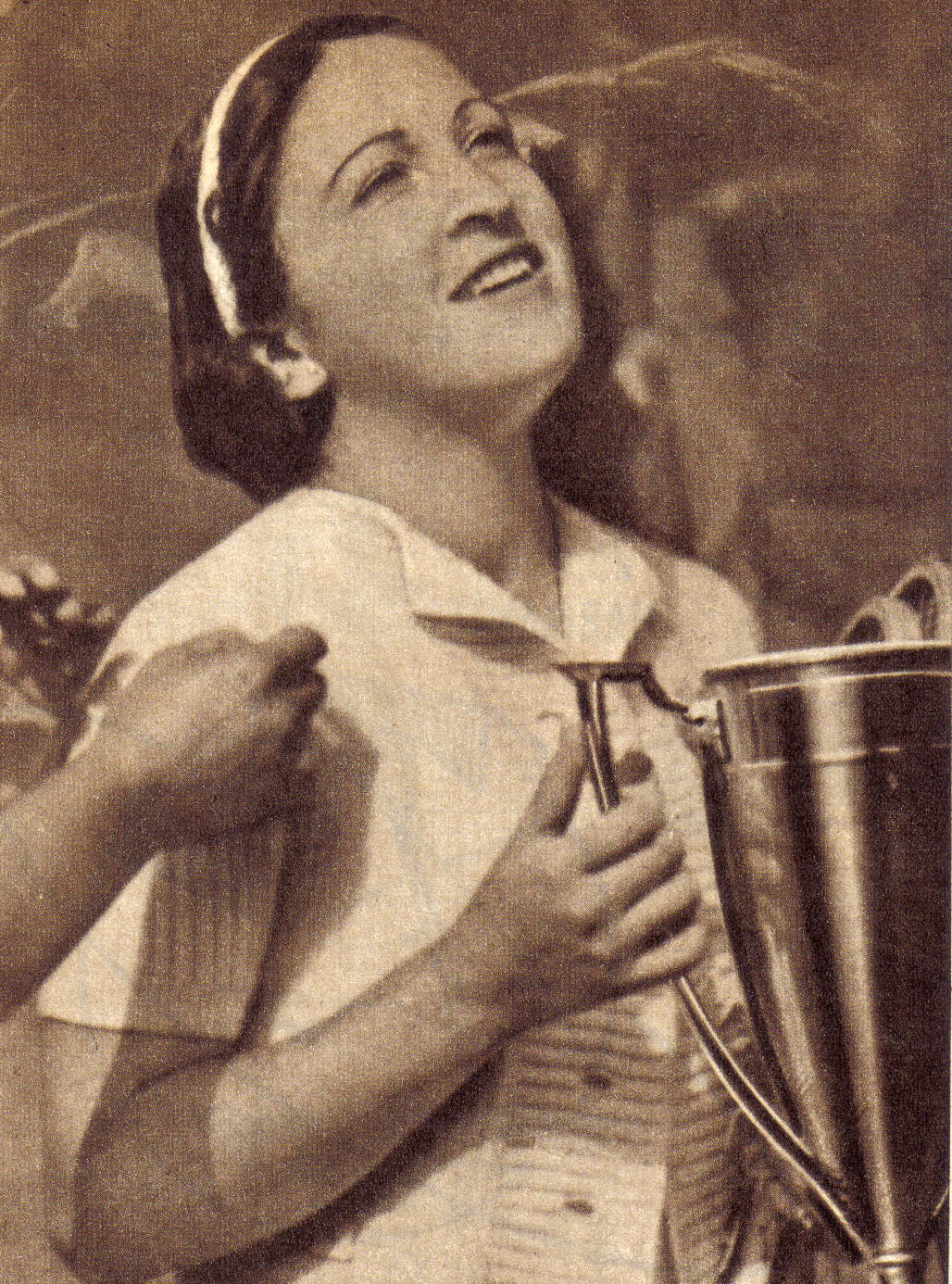
Anita Lizana

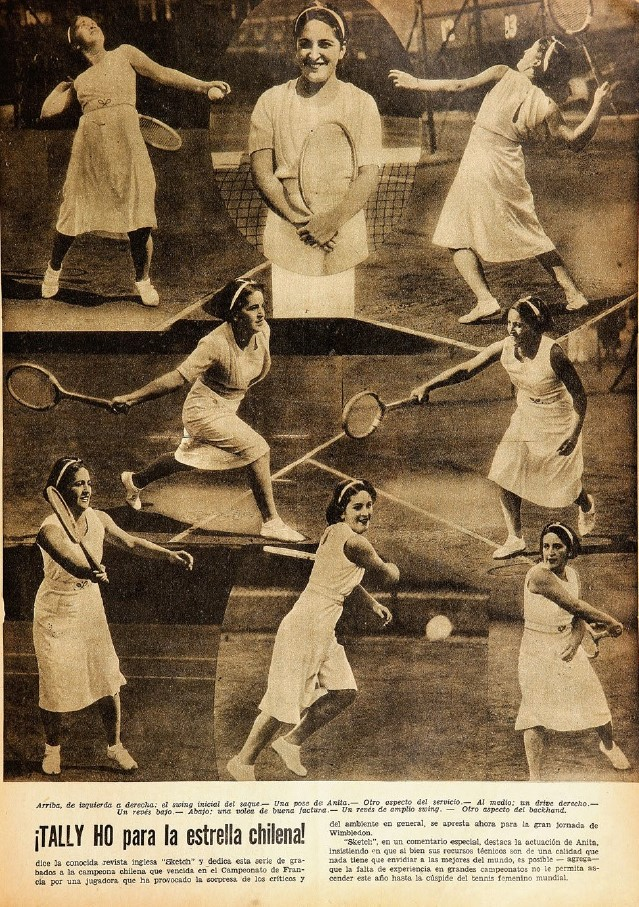
Jugadas de Anita Lisana (Magazin «As»)

Anita Lizana de Ellis (manchmal auch Anna ..., * 19. November 1915 in Santiago de Chile; † 21. August 1994 in Ferndown, Dorset (UK)) war eine Tennisspielerin aus Chile.
Ihr Vater war Platzwart beim deutschen Tennisverein im Santiagoer Viertel Quinta Normal. Dessen Bruder Aurelio war der beste Tennisspieler Chiles seiner Generation, so der Mythos, konnte sein Können aber nicht international zur Schau stellen, da die finanziellen Möglichkeiten im Amateurmilieu nicht gegeben waren. Für Anita, die auch mehrere talentierte Schwestern hatte,  wurde eine Sammlung veranstaltet, damit sie nach Europa reisen konnte. 
Sie gewann im Jahr 1937 die US-amerikanischen Tennismeisterschaften (heute: US Open). Im Endspiel in Forest Hills siegte sie gegen die Polin Jadwiga Jędrzejowska mit 6:4 und 6:2. Damit war sie die erste und bis heute (2017) einzige Chilenin, die ein Grand-Slam-Turnier im Dameneinzel gewann.
In England heiratete sie einen Schotten, Mister Ronald Ellis, und ließ sich in Dundee (Schottland) nieder.